# By Night
By Night ist eine schwedische Metalcore-Band aus Falkenberg.

## Geschichte
Gegründet wurde By Night 1999 von den beiden Gitarristen André Gonzales und Simon Wien sowie dem Schlagzeuger Per Quarnström, welche alle vorher schon in der Band Predicted Conspiracy gespielt hatten, jedoch nun eine andere Musikrichtung einschlagen wollten. Komplett war die Band mit Henrik Persson (Bass) und Sänger Christoffer Andersson, mit welchem sie auch die beiden Demos By Night (2000) and Derelict (2001) aufnahmen.
Nachdem Andersson durch Adrian Westin ersetzt wurde, nahmen sie 2002 ein weiteres Demo auf, was einen Plattenvertrag mit Lifeforce Records zur Folge hatte. Nach einer Split-CD mit Cipher System von 2004 erschien schließlich 2005 das Debütalbum Burn the Flags. Es folgen mehrere Tournee-Auftritte mit The Destiny Program, Deadsoil, Disbelief, Ektomorf und Betzefer. Nachdem Simon Wien noch im gleichen Jahr ausstieg, übernahm Bassist Henrik Persson die Gitarre. Den Bass übernahm dafür Marcus Wesslen.
2006 ist A New Shape of Desperation veröffentlicht worden. Die Band tourte danach durch Schweden. Im Juni 2007 spielt die Band auf dem With Full Force Festival. 2008 wurde über MySpace die Meldung veröffentlicht, dass die Gruppe an einem neuen Album arbeitet.
2009 verließ Marcus Wesslen die Band, um sich seiner Karriere bei Dead by April zu widmen. Seitdem wurde er von Martin Carlsson vertreten.
2012 wurde das neue Studioalbum Sympathy for Tomorrow veröffentlicht. Da der Plattenvertrag bei Lifeforce Records ausgelaufen ist, handelt es sich vorerst nur um ein digitales Album.
Kurz vor dem Metaltown Festival 2012 wurde bekannt gegeben, dass der ursprüngliche Sänger, Christoffer Andersson, zur Band zurückkehrt. Ebenfalls wurde Martin Carlsson als permanentes Mitglied bekannt gegeben.
Aufgrund seines Beitritts bei Dead by April stieg Christoffer Andersson 2013 wieder aus der Band aus. Das wurde am 20. Mai bekannt gegeben.

## Stil
By Night spielen einen Stil, der von der schwedischen Gruppe Meshuggah beeinflusst wurde. Ihre Herkunft im Melodic Death Metal ist ein weiterer Einfluss. Die Musik ist eine Schnittmenge aus modernem Thrash Metal, Technical Death Metal und Hardcore Punk und wird gemeinhin dem Metalcore zugerechnet. Jedoch versucht die Gruppe dieses Stigma abzustreifen und versteht sich selbst als Band, die versucht ihr „eigenes Ding zu drehen“, ohne ihre Wurzeln im schwedischen Metal zu verleugnen. Die Band versteht sich selbst als unpolitisch, prangert jedoch im Stil der Hardcore-Punk-Szene soziale Missstände an.

## Diskografie
- 2004: Split (Split mit Cipher System; Lifeforce Records)
- 2005: Burn the Flags (Lifeforce Records)
- 2006: A New Shape of Desperation (Lifeforce Records)
- 2012: Sympathy for Tomorrow